# Binnie Barnes
Binnie Barnes (25 mei 1903 - 27 juli 1998) was een Britse actrice.

## Levensloop en carrière
Barnes werd geboren in 1903 in Islington. Ze speelde bij aanvang van haar carrière kleine rollen. In 1933 speelde ze naast Charles Laughton in The Private Life of Henry VIII. Hoofdrollen speelde ze in Small Town Girl uit 1936 en The Adventures of Marco Polo uit 1938.
Barnes speelde haar laatste film in 1973. Ze overleed in 1998 op 95-jarige leeftijd.
- Biblioteca Nacional de España: XX1333524
- Bibliothèque nationale de France: cb14007687z (data)
- Gemeinsame Normdatei: 142198994
- International Standard Name Identifier: 0000 0000 5936 9743
- Library of Congress Control Number: n86105784
- Nationale Bibliotheek van Tsjechië: pna2004261721
- SNAC: w63k6dbb
- Système universitaire de documentation: 237675625
- Virtual International Authority File: 42037221
- WorldCat: E39PBJmHHMPGk8mg94KxBq8jYP